# Vila Nova da Baronia
Pour les articles homonymes, voir Vila Nova.
Vila Nova da Baronia est une paroisse civile portugaise (en portugais : freguesia) de la municipalité d'Alvito dans le district de Beja.

## Démographie
Lors du recensement de 2021, Vila Nova da Baronia compte 1 084 habitants. La municipalité, qui comprend également la paroisse d'Alvito, totalise alors 2 280 habitants.